# Espanyol Barcelona
Der Reial Club Deportiu Espanyol de Barcelona (RCDE), kurz RCD Espanyol und im deutschen Sprachraum allgemein bekannt als Espanyol Barcelona, ist ein Fußballverein aus Cornellà de Llobregat im Großraum Barcelona.

## Geschichte
Der Fußballklub wurde am 28. Oktober 1900 unter dem Präsidenten Ángel Rodríguez Ruiz von Studenten der Universität Barcelona in deren Aula gegründet. Der Verein ist somit einer der ältesten Fußballclubs in ganz Spanien. Der Name „Espanyol“ (kat.: „spanisch“) sollte zeigen, dass der Verein spanischen Ursprungs ist.
Zum Gründungszeitpunkt firmierte er noch unter dem offiziellen Namen Sociedad Española de Fútbol. Der Name „spanische Fußballgemeinschaft“ wurde aufgrund der Tatsache auserwählt, dass alle Gründungsmitglieder aus Spanien stammten. Im Laufe der nächsten Jahre wurde der Verein allerdings zunehmend von Ausländern, insbesondere von Briten strukturiert.

Altes Wappen (1912–1931 und 1939–1998)

Espanyol, Gründungsmitglied der Primera División im Jahre 1929, ist einer der spanischen Vereine, die als Patron den spanischen König und den Titel Real („königlich“) im Namen und im Wappen tragen. Dieses Privileg geht auf den spanischen König Alfons XIII. von Spanien zurück, der dem Verein 1912 diese Ehre verlieh.
Seinen ersten großen Erfolg verbuchte der RCD Espanyol am 3. Februar 1929, als es der Mannschaft gelang, die Copa del Rey, den spanischen Königspokal, im Finale gegen Real Madrid zu gewinnen. 1933 wurde zu einem der erfolgreichsten Jahre des Vereins. In diesem Jahr gelang es ihm, die spanische Liga als Dritter zu beenden. Das war bis heute das beste Ergebnis des Clubs. Sieben Jahre später, 1940, triumphierte Espanyol mit 3:2 erneut über Real Madrid im Finale des Königspokals. Nach Jahren im Mittelmaß der Tabelle folgte in der Saison 1962/63 der erste große Rückschlag. Die Mannschaft stieg zum ersten Mal in ihrer Vereinsgeschichte ab. Dennoch folgte recht bald der erneute Wiederaufstieg in die Primera División, die höchste Spielklasse Spaniens.
International sorgte der Verein zum ersten Mal 1988 für Aufruhr, als das Team des damaligen Erfolgstrainers Javier Clemente überraschend das Finale des UEFA-Pokals erreichte. Das Finale gegen Bayer 04 Leverkusen, das damals noch in zwei Finalspielen ausgetragen wurde, stellt bis heute einen zugleich wichtigen und traurigen Aspekt in der Vereinsgeschichte dar. Nachdem man im heimischen Sarrià-Stadion Leverkusen bereits mit 3:0 geschlagen hatte, verlor das Team das Rückspiel in Leverkusen mit 0:3 und das anschließende Elfmeterschießen mit 2:3. Viele Vertraute im Umfeld von Espanyol meinen heute noch, dass sich der Verein nie von diesem Schock erholen konnte. Tatsächlich wurde man seinen Ansprüchen in den nächsten Jahren nicht mehr gerecht und der Verein geriet in eine finanzielle Krise, bei der unter anderem das Stadiongelände verkauft werden musste.
Im Jahr 1995 wurde der offizielle Vereinsname von Real Club Deportivo Español in Reial Club Sportiu Espanyol de Barcelona geändert.
In der jüngeren Vergangenheit stabilisierte sich der Club weitestgehend – sowohl finanziell als auch sportlich. So gewann er in den Jahren 2000 und 2006 noch zwei weitere Male den Copa del Rey und erreichte im Mai 2007 erneut ein UEFA-Pokal-Endspiel, das ebenfalls im Elfmeterschießen gegen den FC Sevilla verloren wurde.
Nach der Saison 2019/2020 musste der Abstieg in die zweite Division hingenommen werden. Nach der Saison 2020/21 stieg Espanyol als Erster der zweiten Division wieder in die erste auf.

## Sponsor
Rund fünf Jahre nach der Übernahme des englischen Premier-League-Aufsteigers FC Burnley hat die
britisch-amerikanische Investmentgruppe Velocity Sport Limited (VSL)
nun 2025 auch Espanyol Barcelona aufgekauft. Die bisher zum Firmenkonglomerat des Chinesen Chen Yansheng (Rastar Gruppe) gehörenden Katalanen bestätigten den Deal ohne Nennung der Kaufsumme, wie Medien berichteten. Im Jahr 2015 hatte Chen 99,6 Prozent der Espanyol-Anteile übernommen. Zweimal war der Klub dann in die Zweitklassigkeit gestürzt, schaffte aber in der zurückliegenden Spielzeit als Wiederaufsteiger den Klassenerhalt.

## Stadion
Espanyol trägt seine Heimspiele im RCDE Stadium (vorher: Estadi Cornellà-El Prat) aus. Im Zuge der wirtschaftlichen Stabilisierung des Vereins war im Herbst 2004 das Bauprojekt für ein neues Stadion im Vorort Cornellà begonnen worden. Es wurde nach den modernsten Standards der UEFA gebaut und soll nach zwei Ausbaustufen die Anforderungen des Verbands an ein sogenanntes „4-Sterne Stadion“ erfüllen – heute schon sind sämtliche Plätze überdacht. Zu Beginn der Saison 2009/10 wurde das Estadi Cornellà-El Prat eingeweiht. Mit dem Bau des eigenen Stadions wollte sich der Verein insbesondere unabhängig machen von der Stadt Barcelona, der das Olympiastadion gehört und die es für die Heimspiele an Espanyol vermietete. Es hat direkten Autobahnanschluss und liegt geographisch im Dreieck der Städte Cornellà de Llobregat, L’Hospitalet de Llobregat und Sant Boi de Llobregat. In diesen Nachbarstädten Barcelonas wohnt traditionell ein großer Teil der Fanbasis von Espanyol. Das Trainingsgelände findet sich indes genau auf der anderen Seite des Ballungsraumes Barcelona, in San Adrián de Besos. Sowohl hier als auch in den angrenzenden Badalona und Santa Coloma de Gramanet findet man ebenfalls ein hohes Fanpotential.
Anfangs trug Espanyol Barcelona seine Spiele an einer breiten Promenade nahe der Sagrada Família aus. 1923 zog der Verein in das neueröffnete Estadi Sarrià im vornehmen Stadtteil Sarrià um. Dieses war bei der WM 1982 ein Austragungsort. Bis zur Saison 1996/97 blieb der Verein dieser Spielstätte treu, bis er das Gelände aus finanziellen Gründen veräußern musste. Daraufhin erfolgte ein Umzug auf den Montjuïc, ins Olympiastadion von 1992, das Estadi Olímpic Lluís Companys (55.000 Plätze).

## Trikot
Heutzutage sind die offiziellen Farben von Espanyol blau und weiß, doch zu seiner Gründungszeit liefen die Spieler mit gelben Trikots auf, aus dem einfachen Grund, dass einer der ersten Sponsoren des Teams diese zur Verfügung stellte. Erst in den nächsten Jahren entwickelten sich die heutigen Farben des Vereins.
| 1900 | 1901 | 1910 | 1915 | 1941 |  |

| 1966 | 2000 | 2001 | 2004 | 2010 |  |

## Fans
Espanyol wird im Gegensatz zum katalanisch geprägten FC Barcelona von vielen Katalanen auch heute noch als Sinnbild für den spanischen Zentralstaat angesehen. Dennoch wandelte sich der Verein in den letzten Jahren und mittlerweile ist auch Espanyol ein katalanischer Verein. Die Fangruppen unterscheiden sich teils immer noch in spanisch und katalanisch.
Das Maskottchen des Vereins ist ein Wellensittich, der „Perico“ oder „Periquito“, in den Vereinsfarben blau-weiß. Dieser gibt auch der Anhängerschaft des Clubs ihren Namen.

## Rivalität
Zwischen Espanyol und dem FC Barcelona besteht, bedingt durch die Lage, eine sportliche Rivalität, das sogenannte Derbi barceloní. Der FC Barcelona ist mit der deutlich höheren Anzahl an gewonnenen Titeln und Siegen im direkten Duell der klar dominantere Verein. In nur vier Spielzeiten gelang es Espanyol, sich in der Tabelle vor dem FC Barcelona zu platzieren, zuletzt 1941/42, allerdings kann Espanyol bis heute den höchsten Sieg zwischen beiden Teams verbuchen, ein 6:0 im Jahre 1951. Am Ende der Saison 2006/07 verspielte der FC Barcelona mit einem 2:2 bei Espanyol am vorletzten Spieltag die Meisterschaft im Fernduell mit Real Madrid.

## Kader 2024/25
| Nr.                     | Nat.        | Name                    | Geburtsdatum  | im Verein seit | Vertrag bis |
| Torhüter                | Torhüter    | Torhüter                | Torhüter      | Torhüter       | Torhüter    |
| ----------------------- | ----------- | ----------------------- | ------------- | -------------- | ----------- |
| 01                      | Spanien     | Joan García             | 4. Mai 2001   | 2021           | 2028        |
| 13                      | Spanien     | Fernando Pacheco        | 18. Mai 1992  | 2023           | 2026        |
| 33                      | Spanien     | Ángel Fortuño           | 5. Okt. 2001  | 2024           | 2027        |
| Abwehrspieler           |             |                         |               |                |             |
| 03                      | Spanien     | Sergi Gómez             | 28. März 1992 | 2021           | 2025        |
| 04                      | Albanien    | Marash Kumbulla         | 8. Feb. 2000  | 2024           | 2025        |
| 05                      | Spanien     | Fernando Calero         | 14. Sep. 1995 | 2019           | 2026        |
| 06                      | Uruguay     | Leandro Cabrera         | 17. Juni 1991 | 2020           | 2026        |
| 12                      | Spanien     | Álvaro Tejero           | 20. Juli 1996 | 2024           | 2025        |
| 14                      | Spanien     | Brian Oliván            | 1. Apr. 1994  | 2022           | 2025        |
| 22                      | Spanien     | Carlos Romero           | 29. Okt. 2001 | 2024           | 2025        |
| 23                      | Marokko     | Omar El Hilali          | 12. Sep. 2003 | 2022           | 2027        |
| 24                      | Spanien     | Pablo Ramón             | 30. Juni 2001 | 2025           | 2028        |
| Mittelfeldspieler       |             |                         |               |                |             |
| 08                      | Spanien     | Edu Expósito            | 1. Aug. 1996  | 2022           | 2027        |
| 10                      | Spanien     | Pol Lozano              | 6. Okt. 1999  | 2020           | 2027        |
| 15                      | Spanien     | José Gragera            | 14. Mai 2000  | 2022           | 2028        |
| 18                      | Spanien     | Álvaro Aguado           | 1. Mai 1996   | 2023           | 2025        |
| 19                      | Spanien     | Urko González de Zarate | 20. März 2001 | 2025           | 2025        |
| 20                      | Tschechien  | Alex Král               | 18. Mai 1998  | 2024           | 2025        |
| 31                      | Spanien     | Antoniu Roca            | 5. Sep. 2002  | 2024           | 2026        |
| 35                      | Spanien     | Rafel Bauzà             | 4. Feb. 2003  | 2023           | 2028        |
| 40                      | Kanada      | Justin Smith            | 30. Jan. 2005 | 2024           | 2026        |
| Stürmer                 |             |                         |               |                |             |
| 02                      | Spanien     | Roberto Fernández       | 3. Juli 2002  | 2025           | 2025        |
| 07                      | Spanien     | Javi Puado              | 25. Mai 1998  | 2018           | 2025        |
| 09                      | Argentinien | Alejo Véliz             | 19. Sep. 2003 | 2024           | 2025        |
| 11                      | Spanien     | Pere Milla              | 23. Sep. 1992 | 2023           | 2027        |
| 16                      | Marokko     | Walid Cheddira          | 22. Jan. 1998 | 2024           | 2025        |
| 17                      | Spanien     | Jofre Carreras          | 17. Juni 2001 | 2022           | 2029        |
| 34                      | Marokko     | Omar Sadik              | 22. März 2004 |                | 2028        |
| Stand: 17. Februar 2025 |             |                         |               |                |             |

## Trainer
Am 3. April 2023 entließ der Club Diego Martínez nach einem 1:2 gegen den FC Girona und vier Niederlagen in Folge. Als Nachfolger ernannte der Tabellen-17. Luis García.
| Name                        | Land                                           | von  | bis  |
| --------------------------- | ---------------------------------------------- | ---- | ---- |
| Ted Garry                   | Schottland                                     | 1922 | 1924 |
| Francisco Bru               | Spanien 1875                                   | 1924 | 1926 |
| Jack Greenwell              | England                                        | 1927 | 1930 |
| Patricio Caicedo            | Spanien Zweite Republik                        | 1930 | 1933 |
| Ramón Trabal                | Spanien Zweite Republik                        | 1933 | 1935 |
| Harry Lowe                  | England                                        | 1935 | 1935 |
| Patricio Caicedo            | Spanien Zweite Republik                        | 1935 | 1943 |
| Pedro Solé                  | Spanien 1938                                   | 1943 | 1943 |
| Crisant Bosch               | Spanien 1938                                   | 1943 | 1944 |
| Baltasar Albéniz            | Spanien 1938                                   | 1944 | 1945 |
| Crisant Bosch               | Spanien 1945                                   | 1945 | 1946 |
| Josep Planas                | Spanien 1945                                   | 1946 | 1947 |
| José Espada                 | Spanien 1945                                   | 1947 | 1949 |
| Patricio Caicedo            | Spanien 1945                                   | 1949 | 1950 |
| Juan José Nogués            | Spanien 1945                                   | 1950 | 1952 |
| Alejandro Scopelli          | Argentinien Italien                            | 1952 | 1954 |
| José Espada                 | Spanien 1945                                   | 1954 | 1955 |
| Odilio Bravo                | Spanien 1945                                   | 1955 | 1955 |
| Ricardo Zamora              | Spanien 1945                                   | 1955 | 1957 |
| Elemér Berkessy             | Ungarn 1957                                    | 1957 | 1958 |
| Marcel Domingo              | Frankreich                                     | 1958 | 1959 |
| Antonio Barrios             | Spanien 1945                                   | 1959 | 1960 |
| Ernesto Pons                | Spanien 1945                                   | 1960 | 1961 |
| Alejandro Scopelli          | Argentinien Italien                            | 1961 | 1961 |
| Ricardo Zamora              | Spanien 1945                                   | 1961 | 1961 |
| José Luis Saso              | Spanien 1945                                   | 1961 | 1961 |
| Ricardo Zamora              | Spanien 1945                                   | 1961 | 1961 |
| Julián Arcas                | Spanien 1945                                   | 1961 | 1962 |
| Heriberto Herrera           | Paraguay 1954                                  | 1962 | 1963 |
| Pedro Areso                 | Spanien 1945                                   | 1963 | 1963 |
| Pedro Solé                  | Spanien 1945                                   | 1963 | 1964 |
| László Kubala               | /                                              | 1964 | 1965 |
| Fernando Argila             | Spanien 1945                                   | 1965 | 1966 |
| José Espada                 | Spanien 1945                                   | 1966 | 1966 |
| Jenő Kalmár                 | Ungarn 1957                                    | 1966 | 1968 |
| Antonio Argilés             | Spanien 1945                                   | 1968 | 1969 |
| Fernando Riera              | Chile                                          | 1969 | 1970 |
| Rafael Iriondo              | Spanien 1945                                   | 1970 | 1970 |
| Ferdinand Daučík            | Tschechoslowakei                               | 1970 | 1971 |
| José Santamaría             | /                                              | 1971 | 1977 |
| Heriberto Herrera           | Paraguay 1954                                  | 1977 | 1978 |
| José Antonio Irulegui       | Spanien 1977                                   | 1978 | 1979 |
| Vicente Miera               | Spanien 1977                                   | 1979 | 1980 |
| José María Maguregui        | Spanien 1977                                   | 1980 | 1983 |
| Milorad Pavić               | Jugoslawien Sozialistische Föderative Republik | 1983 | 1983 |
| Xabier Azkargorta           | Spanien                                        | 1983 | 1986 |
| Javier Clemente             | Spanien                                        | 1986 | 1989 |
| José Mauri                  | Spanien                                        | 1989 | 1989 |
| Raúl Longhi                 | Argentinien                                    | 1989 | 1989 |
| José María García de Andoin | Spanien                                        | 1989 | 1989 |
| Benito Joanet               | Spanien                                        | 1989 | 1989 |
| Juanjo Díaz                 | Spanien                                        | 1989 | 1990 |
| Luis Aragonés               | Spanien                                        | 1990 | 1991 |
| Ljupko Petrović             | Jugoslawien Sozialistische Föderative Republik | 1991 | 1991 |
| Jaume Sabaté                | Spanien                                        | 1991 | 1992 |
| Javier Clemente             | Spanien                                        | 1992 | 1992 |
| José Manuel Díaz Novoa      | Spanien                                        | 1992 | 1993 |
| Juanjo Díaz                 | Spanien                                        | 1993 | 1993 |
| José Antonio Camacho        | Spanien                                        | 1993 | 1996 |
| Pepe Carcelén               | Spanien                                        | 1996 | 1997 |
| Vicente Miera               | Spanien                                        | 1997 | 1997 |
| Paco Flores                 | Spanien                                        | 1997 | 1997 |
| José Antonio Camacho        | Spanien                                        | 1997 | 1998 |
| Marcelo Bielsa              | Argentinien                                    | 1998 | 1998 |
| Miguel Brindisi             | Argentinien                                    | 1998 | 2000 |
| Paco Flores                 | Spanien                                        | 2000 | 2002 |
| Juande Ramos                | Spanien                                        | 2002 | 2002 |
| Ramón Moya                  | Spanien                                        | 2002 | 2002 |
| Javier Clemente             | Spanien                                        | 2002 | 2003 |
| Luis Fernández              | Frankreich                                     | 2003 | 2004 |
| Miguel Ángel Lotina         | Spanien                                        | 2004 | 2006 |
| Ernesto Valverde            | Spanien                                        | 2006 | 2008 |
| Tintín Márquez              | Spanien                                        | 2008 | 2008 |
| Mané                        | Spanien                                        | 2008 | 2009 |
| Mauricio Pochettino         | Argentinien                                    | 2009 | 2012 |
| Javier Aguirre              | Mexiko                                         | 2012 | 2014 |
| Sergio                      | Spanien                                        | 2014 | 2015 |
| Constantin Gâlcă            | Rumänien                                       | 2015 | 2016 |
| Quique Sánchez Flores       | Spanien                                        | 2016 | 2018 |
| David Gallego               | Spanien                                        | 2018 | 2018 |
| Rubi                        | Spanien                                        | 2018 | 2019 |
| David Gallego               | Spanien                                        | 2019 | 2019 |
| Pablo Machín                | Spanien                                        | 2019 | 2019 |
| Francisco Rufete            | Spanien                                        | 2019 | 2019 |
| Abelardo Fernández          | Spanien                                        | 2019 | 2019 |
| Vicente Moreno              | Spanien                                        | 2020 | 2022 |
| Luis Blanco                 | Spanien                                        | 2022 | 2022 |
| Diego Martínez              | Spanien                                        | 2022 | 2023 |
| Luis García                 | Spanien                                        | 2023 |      |

## Bekannte ehemalige Spieler
- Julià Arcas (1947–1958)
- Antonio Argilés (1950–1964)
- Moisés Arteaga (1993–2003)
- Miguel Ángel Benítez (1995–2002)
- Crisant Bosch (1928–1943)
- Branko Brnović (1994–2000)
- Carlos Caszely (1975–1978)
- Óscar Coll (1956–1961)
- Ferran Corominas (2003–2012)
- Marcel Domingo (1952–1956)
- Cyril Domoraud (2002–2004)
- Juan Esnáider (1997–1999)
- Constantin Gâlcă (1997–2001)
- Luis García (2005–2011)
- Sergio García (2010–2015, 2017–2019)
- Moisés Hurtado (2001–2010)
- Daniel Jarque (2002–2009)
- Toni Jiménez (1993–1999)
- Carlos Kameni (2004–2012)
- Thomas N’Kono (1982–1991)
- László Kubala (1963–1965)
- John Lauridsen (1982–1988)
- Diego López (2016–2022)
- Javi López (2009–2020)
- Alberto Lopo (1999–2004)
- Marañón (1974–1983)
- José Maria (1965–1976)
- Gerard Moreno (2015–2018)
- Nando (1996–2001)
- Andreas Ogris (1990–1991)
- Diego Orejuela (1979–1991)
- Pablo Daniel Osvaldo (2010–2011)
- Nicolas Ouédec (1996–1998)
- Walter Pandiani (2006–2007, 2011–2012)
- Cristóbal Parralo (1995–2001)
- Iván de la Peña (2002–2011)
- Michel Pineda (1984–1990)
- Marcial Pina (1966–1969)
- Mauricio Pochettino (1994–2000, 2004–2006)
- Florin Răducioiu (1994–96, 1997)
- Albert Riera (2005–2008)
- Marc Roca (2016–2020)
- Maxi Rodriguez (2002–2005)
- Roger (1999–2003)
- Víctor Sánchez (2012–2020)
- Sergio (1997–2001)
- Simão (2012–2014)
- Miquel Soler (1983–1988)
- Daniel Solsona (1969–1978)
- Alfredo Di Stéfano (1964–1966)
- Raúl Tamudo (1996–2010)
- Ernesto Valverde (1986–1988)
- Joan Verdú (2009–2013)
- Peter Wurz (1988)
- Wolfram Wuttke (1990–1992)
- Pablo Zabaleta (2005–2008)
- Ricardo Zamora (1916–1919, 1922–1930)
- Manuel Zúñiga (1979–1988)

## Erfolge
- UEFA-Pokal-Finalist (2): 1988, 2007
- Segunda División (2): 1994, 2021
- Intertoto Cup (1): 1968
- Copa del Rey (4): 1929, 1940, 2000, 2006
- Copa Macaya/Campeonato de Catalunya: 1903, 1904, 1912, 1915, 1918, 1929, 1933, 1937, 1940
- Copa Catalunya (7): 1995, 1996, 1999, 2006, 2010, 2011, 2016